# Boetselaersborg
De Boetselaersborg (Boetselaarsburg, Boetzelaersburgh, Drost Daemenhuis) is een klein kasteel aan de zuidkant van 's-Heerenberg in het oostelijk deel van de Nederlandse provincie Gelderland. Het kasteeltje wordt ook wel Drost Daemhuis genoemd.
Het kasteeltje, gelegen aan het Kattenburg, werd in 1550 gebouwd door de gebroeders Daem en Hector van den Bergh. Deze broers waren bastaardzonen van graaf Willem III van den Bergh en de waardin Lyse Poer van een 's-Heerenbergse herberg.
In het jaar 1942 werd uit de slotgracht van Huis Bergh een stenen grafkruis opgevist van Heilken Poer, overleden op 22 maart 1531. Zij was een niet onbemiddelde tante van de twee broers, in wier erfenis zij deelden. In 1620 ging het huis over aan Willem Jacob van Boetselaer, die zijn naam aan het huis gaf. Vroeger lag er een gracht om het kasteeltje. Het behoort tot de bezittingen van Huis Bergh en is niet te bezichtigen.